# جيم ساندرز
جيم ساندرز (بالإنجليزية: Jim Sanders)‏ هو لاعب دوري الرغبي نيوزلندي، ولد في 1900 في نيوزيلندا، وتوفي في 1981.